# Лицензия свободного программного обеспечения
| Public Domain           | Non-Protective FOSS license | Protective FOSS License | Protective FOSS License | Proprietary License    | Trade Secret        |
| All rights relinquished | ← more rights granted       | ← more rights granted   | more rights retained →  | more rights retained → | All rights retained |

Лицензия свободного ПО (англ. free software licence) — лицензия на программное обеспечение, которая предоставляет получателям права модифицировать и повторно распространять, что в противном случае могло бы быть запрещено законом об авторском праве. Чтобы квалифицироваться как лицензия свободного ПО, лицензия должна предоставлять права, описанные в Определении свободного программного обеспечения или в одном из аналогичных определений, основанных на этом.
Наиболее распространённой лицензией СПО является GNU General Public License.

## Пермиссивные и копилефт лицензии

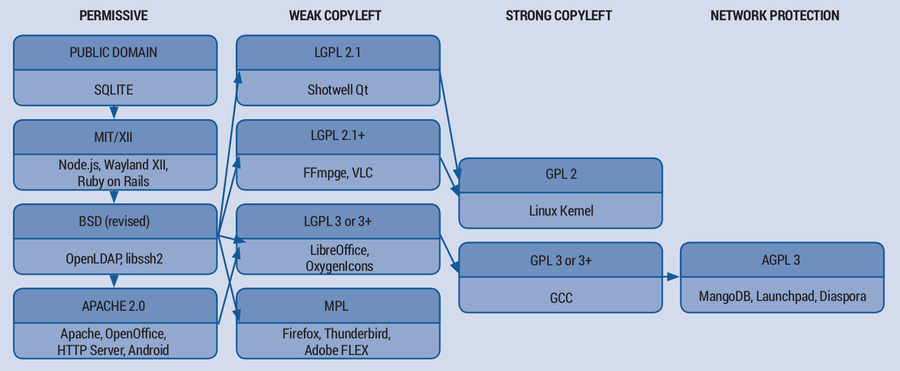
Примеры пермиссивных и копилефт лицензий и программ на СПО

По ограничениям на дальнейшее использование открытого когда лицензии на СПО делятся на две больших категории:
- Разрешительные (пермиссивные) лицензии, называемые также лицензиями в стиле BSD, поскольку они применяются к большей части программного обеспечения, распространяемого вместе с операционными системами BSD. Автор сохраняет авторские права, только отказываясь от гарантий и требуя надлежащего указания авторства на измененные работы, и разрешает распространение и любые модификации, даже с закрытым исходным кодом.
- Копилефт (лицензии с авторским левом), наиболее известная из которых - GNU GPL: автор сохраняет авторские права и разрешает распространение при условии, что все такое распространение будет осуществляться по той же лицензии. Дополнения и модификации, сделанные другими, также должны быть лицензированы по той же лицензии «авторского лева», если они распространяются вместе с частью оригинального лицензированного продукта. Это также известно как вирусная, защитная или взаимная лицензия.

Сторонники разрешительных лицензий и лицензий с авторским левом расходятся во мнениях о том, следует ли рассматривать свободу программного обеспечения как негативную или позитивную свободу. Из-за ограничений на распространение не все считают лицензии с авторским левом свободными. И наоборот, разрешительная лицензия может стимулировать создание несвободных программ, снижая стоимость разработки ограниченных программ. Поскольку это несовместимо с духом свободы программного обеспечения, многие считают разрешительные лицензии менее свободными, чем лицензии с авторским левом.

## Утверждённые FSF лицензии
Фонд свободного программного обеспечения (англ. Free Software Foundation), поддерживающий определение свободного программного обеспечения, составляет неполный список свободных лицензий программного обеспечения (англ. "free software" licenses). В данном списке лицензии разделены по совместимости с копилефт-лицензией GNU General Public License. Также в нём приведены несвободные лицензии, зачастую ошибочно принимаемые за свободные.

## Утверждённые OSI лицензии
Организация Open Source Initiative составляет и поддерживает список одобренных лицензий открытого ПО. Организация разделяет взгляды FSF на наиболее распространённые лицензии свободного ПО, однако списки не идентичны ввиду различных критериев данных групп.